# Leo Duyndam

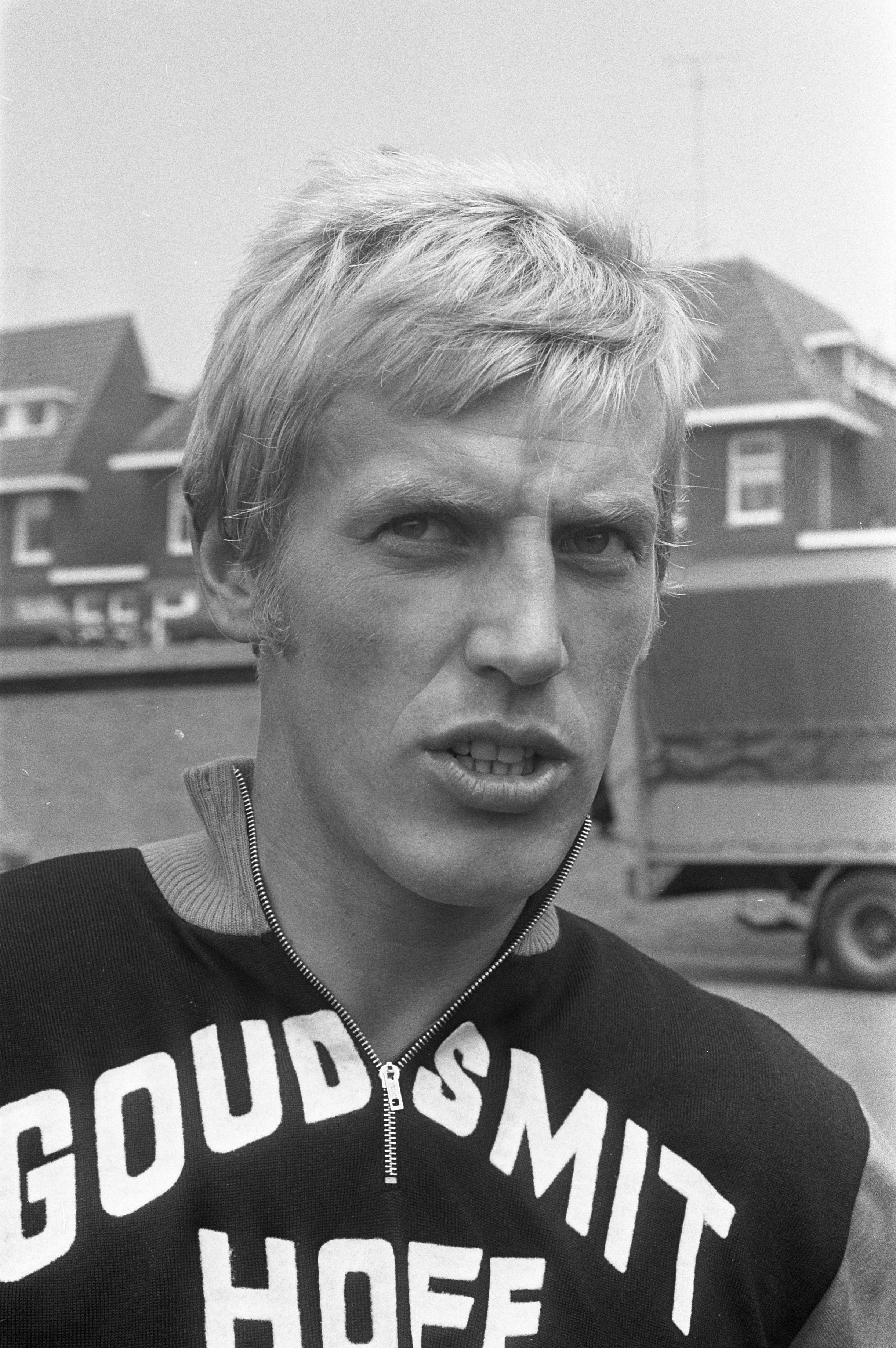
Leo Duyndam (1972)

Leo Duyndam (* 2. Januar 1948 in Poeldijk; † 26. Juli 1990 in Nizza) war ein niederländischer Radrennfahrer.

## Erfolge
Leo Duyndam war Profi-Rennfahrer von 1967 bis 1975 und vor allem erfolgreicher Sechstagefahrer. 1968 und 1970 wurde er Niederländischer Meister in der Einerverfolgung auf der Bahn. 1968 belegte er den ersten Platz bei Ronde van Limburg und holte einen Etappensieg bei Paris–Nizza, 1969 siegte er bei der Elfstedenronde und bei der Berner Rundfahrt. Bei der Tour de France 1972 gewann er die sechste Etappe. 1972 gewann er auch den Maaslandse Pijl.

## Sechstagerennen
Duyndam startete bei 73 Sechstagerennen und gewann 16; acht davon mit René Pijnen, und das, obwohl die beiden Sportler zwar fahrerisch, aber nicht menschlich harmonierten. Duyndam beschrieb das Verhältnis als „puur zakelijk“. In einem Interview im Jahre 2004 beschrieb Pijnen das Problem: „Hij nam een pilletje voor dit en een pilletje voor dat. Dat is het begin van het einde.“ Die beiden wurden 1974 trotzdem gemeinsam Europameister im Zweier-Mannschaftsfahren; anschließend kam es nach jahrelangen Querelen zum endgültigen Bruch. Ein besonderer Triumph für Duyndam war deshalb der Sieg beim Sechstagerennen Rotterdam 1975 mit Gerben Karstens vor Pijnen und Roy Schuiten. Patrick Sercu: „Ich glaube, dass Leo Duyndam der beste aller niederländischen Sechstagefahrer war. Schnell, mit Ausstrahlung, Energie, Klarsicht. Ich fand Duyndam besser als selbst Pijnen. … René war ernsthaft und besessen… Leo hatte keine ernsthafte Lebensweise…“. Weitere Siege gelangen Duyndam u. a. mit Theo Verschueren, Gerben Karstens, Peter Post und Piet de Wit.
In der anschließenden Saison 1975/1976 lief es nicht gut für Leo Duyndam, er gab bei mehreren Sechstagerennen auf und fand keine Sponsoren. Er beendete deshalb seine Radsportlaufbahn im Alter von 28 Jahren.

## Privates
Leo Duyndam heiratete seine französische Freundin, zog nach Südfrankreich, eröffnete dort mehrere Modeboutiquen und betätigte sich als Immobilienmakler. Das Paar hatte drei Kinder. Am 26. Juli 1990 erlitt er einen Herzanfall im Swimmingpool seiner Villa und starb im Alter von 42 Jahren.